# فيرناندو ترويبا
فرناندو رودريجيث ترويبا (بالإسبانية: Fernando Trueba)‏، والمعروف باسم فرناندو ترويبا أو طرويبا (مواليد 18 يناير 1955، مدريد) هو مخرج وكاتب سيناريو ومنتج إسباني. وهو شقيق الكاتب والمخرج دافيد ترويبا. حاز على جائزة الأوسكار وعدد من أهم جوائز السينما العالمية. ويعد فرناندو طرويبا واحدا من ضمن الأربعة الكبار في عالم الإخراج في السينما الإسبانية المعاصرة، إلى جانب خوان أنطونيو بارديم ولويس غارسيا بيرلانغا وبيدرو ألمودوفار.

## مسيرته
درس فرناندو بكلية علوم المعلومات في مدريد. وبدأ يعمل كناقد سينمائي لصحيفة الباييس وصحف أخرى. برز اسمه في عالم السينما من خلال فيلمه الأول، «أوبيرا بريما» سنة 1980.
في عام 1985 حقق الشهرة من خلال فيلمه الكوميدي «كن خائنا لزوجك ولا تبالي مع من» (Sé infiel y no mires con quién) الذي لعب فيه دور البطولة. في السنة التالية أخرج فيلم «سنة الأضواء»، والذي سيفوز بجائزة الدب الفضي في مهرجان برلين السينمائي.
في عام 1988 ترأس أكاديمية الفنون والعلوم السينمائية، التي تمنح جوائز غويا. وفي عام 1989 أخرج فيلم حلم القرد المجنون، بمشاركة اثنين من النجوم العالميين: جيف غولدبلوم وميراندا ريتشاردسون.
في عام 1993 حصل فيلمه «العصر الجميل» على تسع جوائز غويا لأفضل فيلم وأفضل مخرج وأفضل ممثلة. وفي نفس السنة حصل على جائزة الأوسكار لأفضل فيلم أجنبي.
في عام 1994 أخرج برفقة أنطونيو بانديراس وميلاني جريفيث وداريل هانا فيلم «تو ماتش»، ولم يترك هذا الفيلم الكوميدي الأثر المتوقع، ولكن في عام 1998 حقق ترويبا نجاحا باهرا بفيلمه فتاة أحلامك، بطولة بينيلوبي كروز، الذي فاز بسبعة جوائر غويا بما في ذلك غويا لأفضل فيلم.
أَلَّفَ سنة 1997 كتاب قاموسي في السينما. وخرج فيلمه «رقصة النصر» من تصفيات الأعمال المرشحة للأوسكار للعام 2010، المأخوذ عن قصة أنطونيو سكارميتا، وبطولة أبيل أيالا وميراندا بودنهوفر وأريادنا خيل.

## فكره
في بداية 2010 صرح فيرناندو ترويبا أثناء افتتاح مهرجان «أي فيستيفال» الثقافي الخامس في كولومبيا أن «هوليوود نظام قائم على القوة والإذلال».
سنة 2008 وجه فرناندو ترويبا انتقادا للمخرجة الأمريكية كاثرين بيجلو التي فاز فيلمها خزانة الألم بجائزة الأوسكار لأفضل فيلم، قائلا إنها استغلت مأساة العراق في صناعة فيلم حركة يغفل الجانب الإنساني لدى مواطني البلد العربي، على حد قوله. «إنه فيلم بغيض وملتو ويحمل دعاية حربية».
في 19 سبتمبر 2015 أدلى بتصريحات أثارت جدلا واسعا في إسبانيا عندما تسلم الجائزة الوطنية للفيلم الإسباني من يد وزير الثقافة، حيث قال المخرج «لم أشعر يوما أنني إسباني، ولو لمدة خمس دقائق من حياتي»، «اعتقدت دائما أنه في حالة حدوث حرب سأصطف مع العدو» و«أتمنى لو كانت فرنسا هي من انتصر في حرب الاستقلال.»

## جوائز
حاز ترويبا على جائزة مهرجان غويا للسينما الإسبانية ثلاث مرات، عن فيلمه «حلم القرد المجنون» سنة 1990، و«العصر الذهبي» سنة 1990، و«فتاة أحلامك» سنة 1999، كما توج بجائزة الأوسكار لأفضل فيلم بلغة أجنبية عن فيلم «العصر الذهبي» سنة 1994.

## روابط خارجية
- فيرناندو ترويبا على موقع IMDb (الإنجليزية)
- فيرناندو ترويبا على موقع الموسوعة البريطانية (الإنجليزية)
- فيرناندو ترويبا على موقع مونزينجر (الألمانية)
- فيرناندو ترويبا على موقع قاعدة بيانات الأفلام العربية
- فيرناندو ترويبا على موقع ألو سيني (الفرنسية)
- فيرناندو ترويبا على موقع تيرنر كلاسيك موفيز (الإنجليزية)
- فيرناندو ترويبا على موقع أول موفي (الإنجليزية)
- فيرناندو ترويبا على موقع قاعدة بيانات الأفلام السويدية (السويدية)
- فيرناندو ترويبا على موقع ديسكوغز (الإنجليزية)
- فيرناندو ترويبا على موقع قاعدة بيانات الفيلم (الإنجليزية)